# Clair de lune (série télévisée)
Pour les articles homonymes, voir Clair de lune (homonymie).
Clair de lune (Moonlighting) est une série télévisée américaine en un pilote de 90 minutes et 65 épisodes de 45 minutes, créée par Glenn Gordon Caron et diffusée entre le 3 mars 1985 et le 14 mai 1989 sur le réseau ABC.
Au Québec, la série a été diffusée à partir du 16 octobre 1986 sur le réseau TVA et, en France à partir du 1er mars 1987 sur M6 jusqu'en 1993 ; rediffusion à l'automne 2006 sur Paris Première, pour la première fois en version multilingue.

## Synopsis
À la suite d'un revers de fortune, Maddie Hayes, une ex-mannequin, se retrouve aux prises avec plusieurs entreprises défaillantes, autrefois maintenues sous forme de déductions fiscales dont l'une est l'agence de détectives privés « City of Angels », dirigée par l'insouciant David Addison. Entre le pilote et le premier épisode de la série, David persuade Maddie de garder l'entreprise et de la gérer en partenariat. L'agence est alors renommée « Blue Moon Investigations » parce que Maddie était surtout connue pour être le mannequin officiel de la Blue Moon Shampoo Company.
Entre deux enquêtes complètement loufoques, Maddie entretient des rapports affectifs, ambigus et très conflictuels avec son unique collègue, David Addison, sous le regard de leurs employés de bureau, Agnès Topisto et Herbert Viola, tout aussi loufoques que leurs patrons.
La série, avec son mélange de mystère, de dialogues pointus et de tension sexuelle entre ses deux protagonistes principaux, a révélé Bruce Willis et a remis Cybill Shepherd sur le devant de la scène.
Les personnages sont présentés dans l'épisode pilote.

## Distribution
- Cybill Shepherd (VF : Annie Sinigalia) : Madelyn « Maddie » Hayes
- Bruce Willis (VF : Patrick Poivey) : David « Dave » Addison Jr.
- Allyce Beasley (VF : Jeanine Forney) : Agnès Topisto (« DiPesto » en VO)
- Curtis Armstrong (VF : Alain Flick) : Herbert Viola (à partir de la saison 3)
- Jack Blessing : MacGillicudy (à partir de la saison 3)

De nombreuses guest-stars apparaissent dans la sérrie, notamment : Brian Thompson, Tim Robbins, Gregg Henry, Orson Welles, Robert Joy, Barbara Bain, Dana Delany, Richard Belzer, Eva Marie Saint, Jeffrey DeMunn, Whoopi Goldberg, Paul Sorvino, Linda Thorson, Colm Meaney, Xander Berkeley, Brad Dourif, Pierce Brosnan, Mark Harmon, Gary Cole, Ray Charles, John Goodman, Terry O'Quinn, Amanda Plummer, Dick Miller, Jennifer Tilly, Cary-Hiroyuki Tagawa, Virginia Madsen, Demi Moore et Ray Wise.
Version française : 
- Société de doublage : S.T.A.R.T[1]
- Direction artistique : Jacques Barclay[1]
- Adaptation des dialogues : Liliane Talut, Jean Foucault, Jean-François Gaquerel, Pierre Valmy et Michèle Pegaz[1]

Source : allodoublage

## Épisodes

### Première saison (1985)
1. Clair de lune (Pilot)
2. Le Duel (Gunfight at the So-So Corral)
3. L'Instinct de meurtre (Read the Mind… See the Movie)
4. Radio assassin (The Next Murder You Hear)
5. Le Train mystère (Next Stop Murder)
6. Règlement de comptes (The Murder's in the Mail)

### Deuxième saison (1985-1986)
1. T'as pas une blonde ? (Brother, Can You Spare a Blonde?)
2. La Dame au masque de fer (The Lady in the Iron Mask)
3. Les jeux sont faits (Money Talks -- Maddie Walks)
4. Le Rêve était presque parfait (The Dream Sequence Always Rings Twice)
5. Mon beau David (My Fair David)
6. L'Ex de David (Knowing Her)
7. Un conte de fées (Somewhere Under the Rainbow)
8. Le Portrait de Maddie (Portrait of Maddie)
9. Drôles de numéros (Atlas Belched)
10. Il est né le divin enfant (T'was the Episode Before Christmas)
11. La Fiancée du Tupperman (The Bride of Tupperman)
12. Les Aventures de Mademoiselle Topisto (North by North DiPesto)
13. La Nuit du mort-vivant (In God We Strongly Suspect)
14. La Maîtresse de papa (Every Daughter's Father is a Virgin)
15. Témoins (Witness for the Execution)
16. L'Homme qui parlait trop (Sleep Talkin' Guy)
17. Requiem pour un veuf (Funeral for a Door Nail)
18. Camille (Camille)

### Troisième saison (1986-1987)
1. Le Retour du père prodigue (The Son Also Rises)
2. Un veuf pas ordinaire (The Man Who Cried Wife)
3. Symphonie pour deux escrocs (Symphony in Knocked Flat)
4. Mortellement vôtre (Yours, Very Deadly)
5. Mortelle confession (All Creatures Great… And Not So Great)
6. Mariage secret (Big Man on Mulberry Street)
7. Rock Around Shakespeare (Atomic Shakespeare)
8. L'Ange gardien (It's a Wonderful Job)
9. Le Torchon brûle (The Straight Poop)
10. Poltergeist 3 (Poltergeist III -- DiPesto Nothing)
11. Auprès de ma blonde (Blonde on Blonde)
12. Sam et Dave (Sam & Dave)
13. Tu pleures, Maddie (Maddie's Turn to Cry)
14. Curieusement… Maddie (I Am Curious… Maddie)
15. Sans héritier (To Heiress Human)

### Quatrième saison (1987-1988)
1. États d'âme (A Trip to the Moon)
2. Cendrillon (Come Back Little Shiksa)
3. Tournez à gauche avant l'autel (Take a Left at the Altar)
4. L'Annonce faite à Maddie (Tale of Two Cities)
5. Dave la main froide - 1re partie (Cool Hand Dave - Part 1)
6. Dave la main froide - 2e partie (Cool Hand Dave - Part 2)
7. L'Art d'être papa (Father Knows Last)
8. Les Topistos (Los Dos DiPestos)
9. David, père de famille (Fetal Attraction)
10. Le Nouveau David (Tracks of my Tears)
11. Ciel, ma femme ! (Eek! A Spouse!)
12. Maddie va se marier (Maddie Hayes Got Married)
13. L'Inaccessible amour (Here's Living With You, Kid)
14. Deux fois papa (And the Flesh Was Made Word)

### Cinquième saison (1988-1989)
1. Un ange passe (A Womb with a View)
2. Des hauts et des bas (Between a Yuk and a Hard Place)
3. Faux Mari, vrai sosie (The Color of Maddie)
4. Et l'homme créa la femme (Plastic Fantastic Lovers)
5. La Guerre des sexes (Shirts and Skins)
6. Faire et défaire (Take My Wife, for Example)
7. Le Mort récalcitrant (I See England, I See France, I See Maddie's Netherworld)
8. Échec à la mariée (Those Lips, Those Lies)
9. L'Homme qui voulait être célèbre (Perfetc[2])
10. Annie, Maddie, jalousie (When Girls Collide)
11. Le Juré dissident (In'n Outlaws)
12. Petit Meurtre de nuit (Eine Kleine Nacht Murder)
13. Éclipse de lune ou Éclipse lunaire (Lunar Eclipse)

## Récompenses
Golden Globe Awards :
- 1986 : Golden Globe de la meilleure actrice dans une série télévisée comique pour Cybill Shepherd.
- 1987 : Golden Globe du meilleur acteur dans une série télévisée comique pour Bruce Willis.
- 1987 : Golden Globe de la meilleure actrice dans une série télévisée comique pour Cybill Shepherd.

Emmy Awards :
- 1987 : Emmy Award du meilleur acteur pour Bruce Willis.
- 1987 : Emmy Award des meilleurs costumes pour l'épisode « Rock Around Shakespeare »  (« Atomic Shakespeare »).
- 1987 : Emmy Award des meilleures coiffures pour l'épisode « Rock Around Shakespeare » (« Atomic Shakespeare »).
- 1989 : Emmy Award de la meilleure direction artistique pour l'épisode « Un ange passe » (« A Womb with a View »).

## Autour de la série
- Clair de lune est une série loufoque où les acteurs brisent régulièrement le quatrième mur : les personnages s'adressent directement aux téléspectateurs, sortent du champ afin de consulter le scénario (ou commentent celui-ci), réclament du temps supplémentaire pour terminer leur scène ou bien encore interprètent la chanson du générique de la série, habituellement chantée par Al Jarreau...

Ainsi, lors du dernier épisode de la saison 2 — dans lequel le personnage de Camille (Whoopi Goldberg) demande si le film La Couleur pourpre (où Goldberg a joué) passe encore à la télévision —, les protagonistes de l'épisode sont sauvés par l'accessoiriste qui récupère l'arme brandie contre eux car il doit l'utiliser sur un autre plateau de tournage… Dans ce même épisode, les personnages interprétés par Whoopi Goldberg et Cybill Shepherd s'appellent par leurs vrais prénoms, puis David Adison (Bruce Willis) et Maddie Hayes (Shepherd) se séparent en espérant qu'il y aura une prochaine saison de la série…
- Au cours de la saison 3, les épisodes « spéciaux » se sont multipliés, en raison des absences répétées de Cybill Sheperd qui était alors enceinte. La même année, Bruce Willis fut également victime d’un accident de ski[3].
- On parle parfois de « syndrome Clair de Lune » ou de « malédiction Clair de Lune »[4] (en anglais « Moonlighting Curse ») lorsqu'une série télévisée subit une brusque chute d'audience après que le couple tant attendu par les spectateurs s'est effectivement formé, mettant fin à « la relation non avouée qui maintenait le téléspectateur en haleine grâce à une tension sexuelle palpable et d’autres procédés scénaristiques capitalisant sur l’alchimie du duo concerné »[4]. Ce syndrome est fréquent (on peut citer les séries Madame est servie, Loïs et Clark, Une nounou d'enfer, etc.) ; mais, dans le cas de Clair de Lune, le déclin de la série fut surtout dû à une accumulation d’évènements « qui ont rendu la production […] intenable. […] Cela n’aura pas empêché l’industrie de tirer des conclusions et de créer des anxiétés chez les producteurs et les scénaristes »[4].

## Édition DVD
En 2006, l'éditeur Sony Pictures a sorti un coffret DVD de la série. Dans certains épisodes, des passages sont en VO sous titrée.[réf. souhaitée]
- Coffret saisons 1 et 2, sorti le 28 février 2006
- Coffret saison 3, sorti le 3 octobre 2006
- Coffret saison 4, sorti le 6 juin 2007
- Coffret saison 5, sorti le 3 octobre 2007